# Kőbánya-Hízlaló vasútállomás
Kőbánya-Hízlaló vasútállomás egy ma már használaton kívül álló budapesti teherforgalmi vasútállomás, amelyet a Magyar Államvasutak (MÁV) üzemeltetett.

## Leírása
A romos Kőbánya-Hízlaló vasútállomás a Budapest X. kerületi Horog utcával párhuzamosan helyezkedik el a Körvasút és a Budapest–Záhony-vasútvonal között, és a Budapest–Kelebia-vasútvonal Horog utcai leágazásához tartozik. Teherpályaudvar volt, amelyből számos iparvágány ágazott ki a környező telepekre, például az sertéstelepekre. Utóbbiak ugyan már a 20. század második felében elköltöztek a területről, ennek ellenére a vasútállomás használatban maradt, és más ipari üzemeket szolgált ki. Hanyatlása az 1980-as években kezdődött, amikortól lépésenként több környező iparvágányt elbontottak. A 2000-es években az állomás megszüntetése is szóba került, azonban ez nem következett be. Forgalom körülbelül az 1990-es évek óta nincs rajta, megközelítése csak a Józsefvárosi pályaudvar felőli irányból lehetséges, mert a Kőbánya-Kispest felőli végpontnál a Száva utcai kereszteződésnél raktárakat építettek a vágányok folytatására, a Kőér utcánál pedig mindkét helyen elbontották az úttestből.
A vonalon utoljára a Horog utcai Vegyianyag-üzemet szolgálták ki.
Az állomás valószínűleg a 2010. októberi M61-es különmenet formájában fogadott utoljára vasúti járművet. Azóta sűrű bozót nőtt a megmaradt vágányokon. A Száva utcái kereszteződésben hat iparvágány maradvány emlékeztet Kőbánya Gyárdűlő városrészének a múltban komolyabb mértékű vasúti forgalmára.

### Érdekesség
Valaha a vasútállomásnál négy vágány keresztezte a 13-as villamos (2001-től 3-as villamos) vonalát. Ebből a Kelebiai töltéshez legközelebb álló a töltés alatt később alagúton áthaladva a Kőbányai Erőműbe, illetve onnan más üzemekbe vezetett. A második az Kőbányai Erőmű fűtőolaj-telephelyére ment. A harmadik volt az átmenő vágány, a 4. az (1996-ban bezárt) BKV Horog utcai teherszállítás telepére ment, és ott volt egy összekötővágánya is a 13-as villamos vonalával, amelyet 2000-ben bontottak el. A 4-es kereszteződésnél a villamos vonala egyvágányúra szűkült a Bihari úton.
A harmadik vágány kivételével napjainkra valamennyi kereszteződést kiszedték a 3-as villamos vonalából. 2014-ben villamosvonalat is átépítették normál, kétvágányúra ezen a szakaszon. (Ez volt budapesti villamoshálózat utolsó, egyvágányú vonalszakasza.)

## Képtár

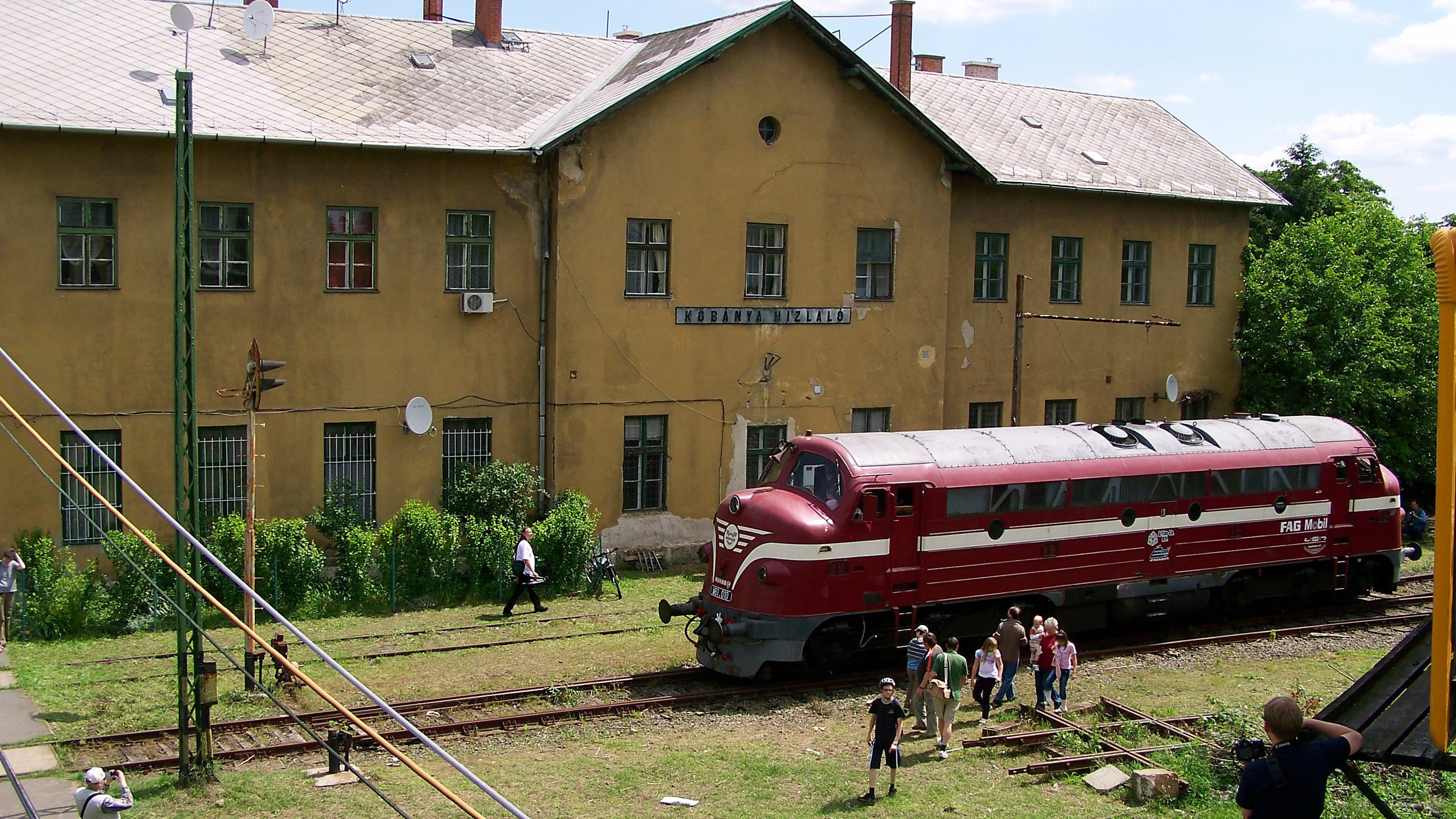
Különmenet az állomáson (2010)
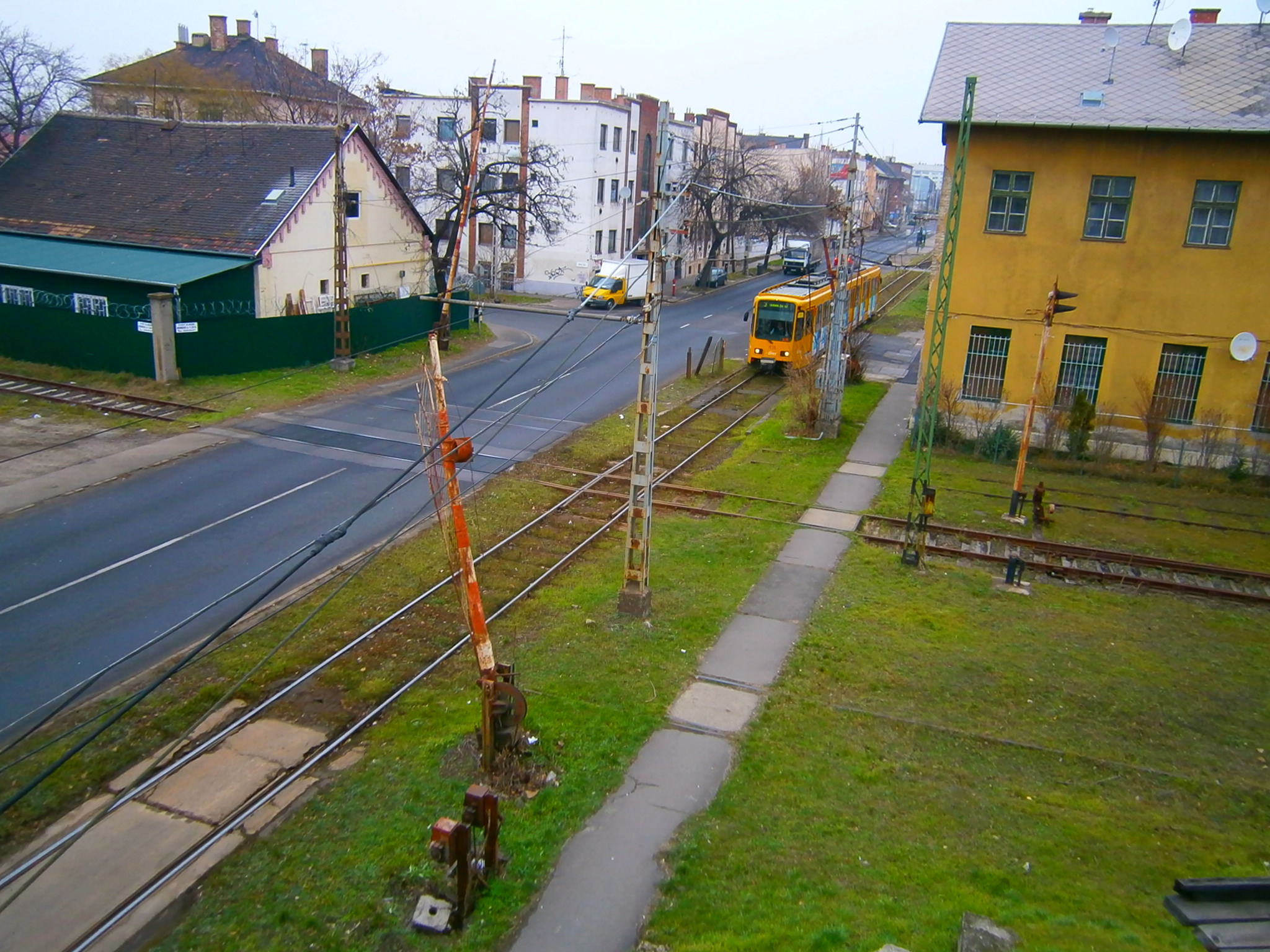
Áthaladó 3-as villamos a Kelebiai vonal töltéséről nézve (2013)
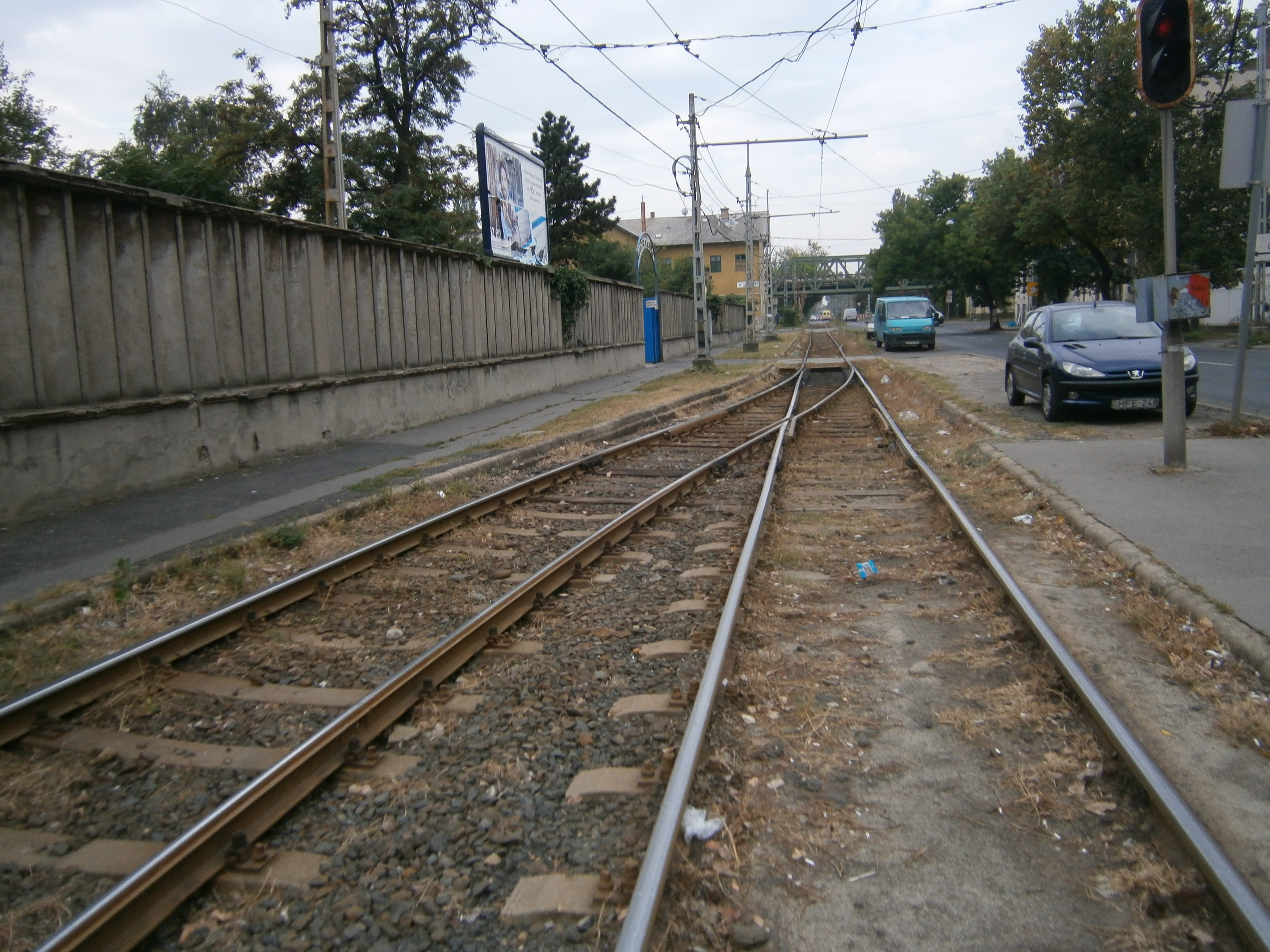
A 3-as villamos még 1 vágányú szakasza a Bihari úton, távolban a vasútállomás (2012)
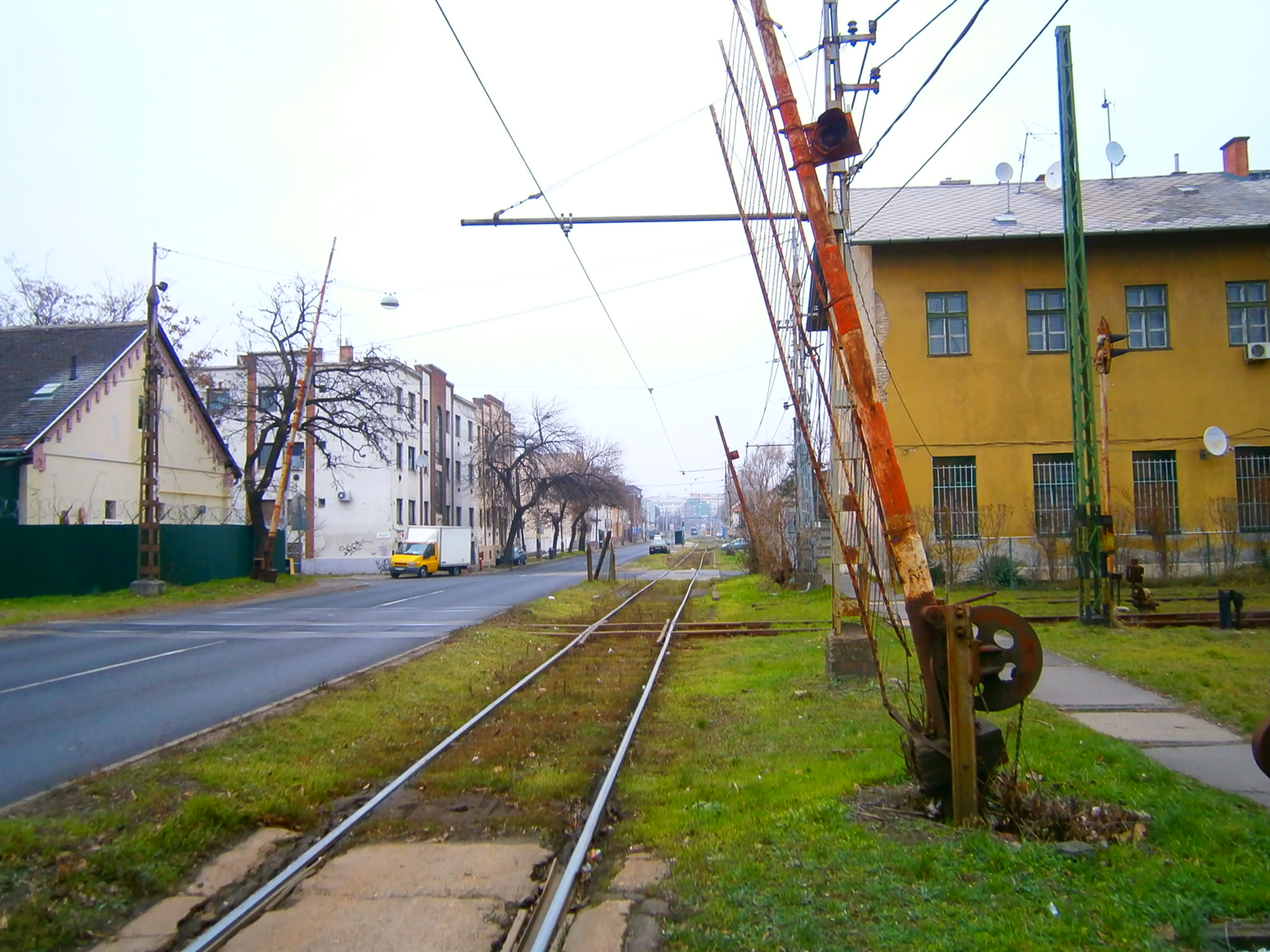
A 3-as villamos vonala a másik irányba hagyományos teljes sorompóval (2013)
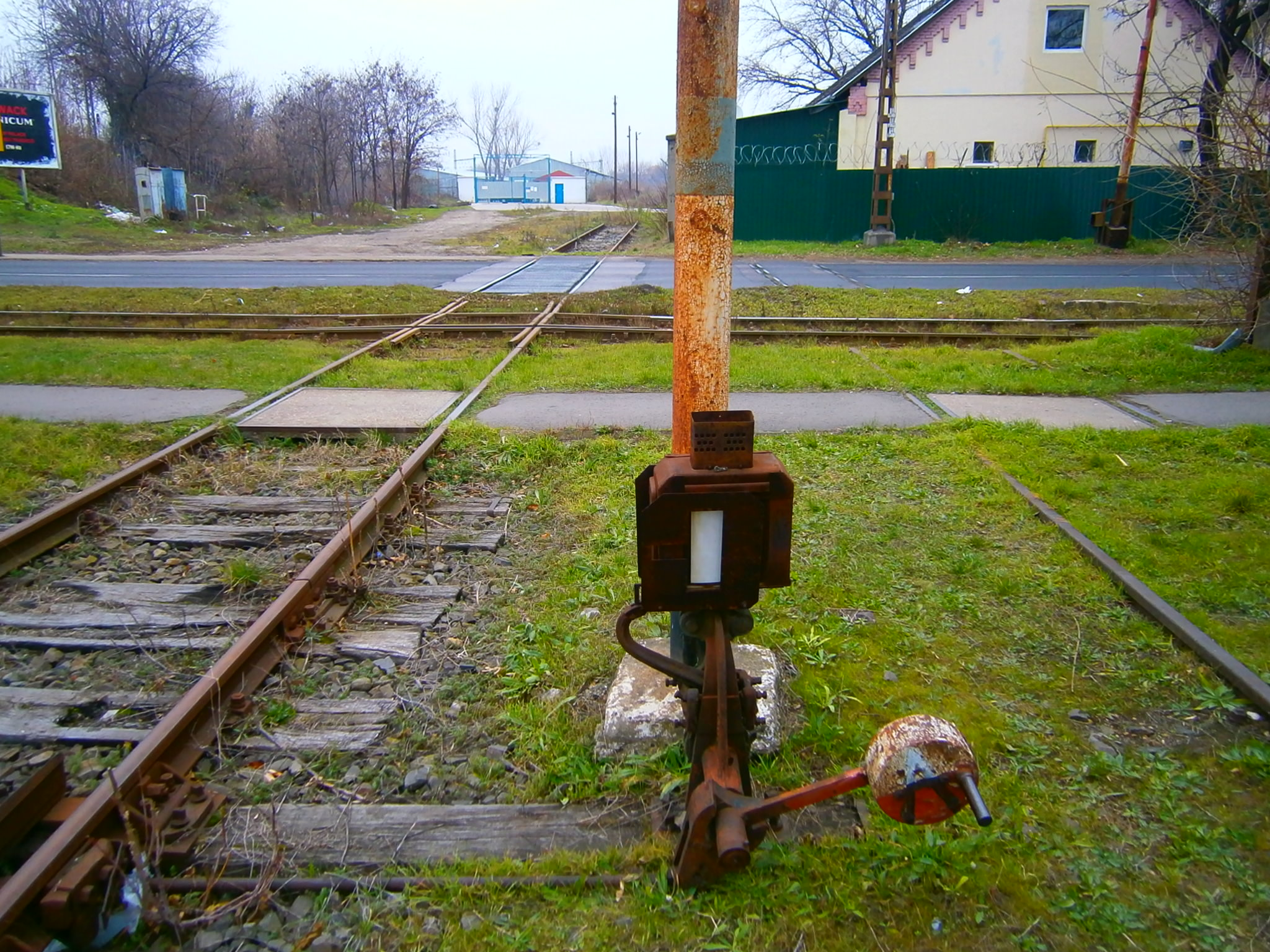
Az állomás vágányai a Józsefvárosi pályaudvar felé nézve súlykörtés váltóval (2013)
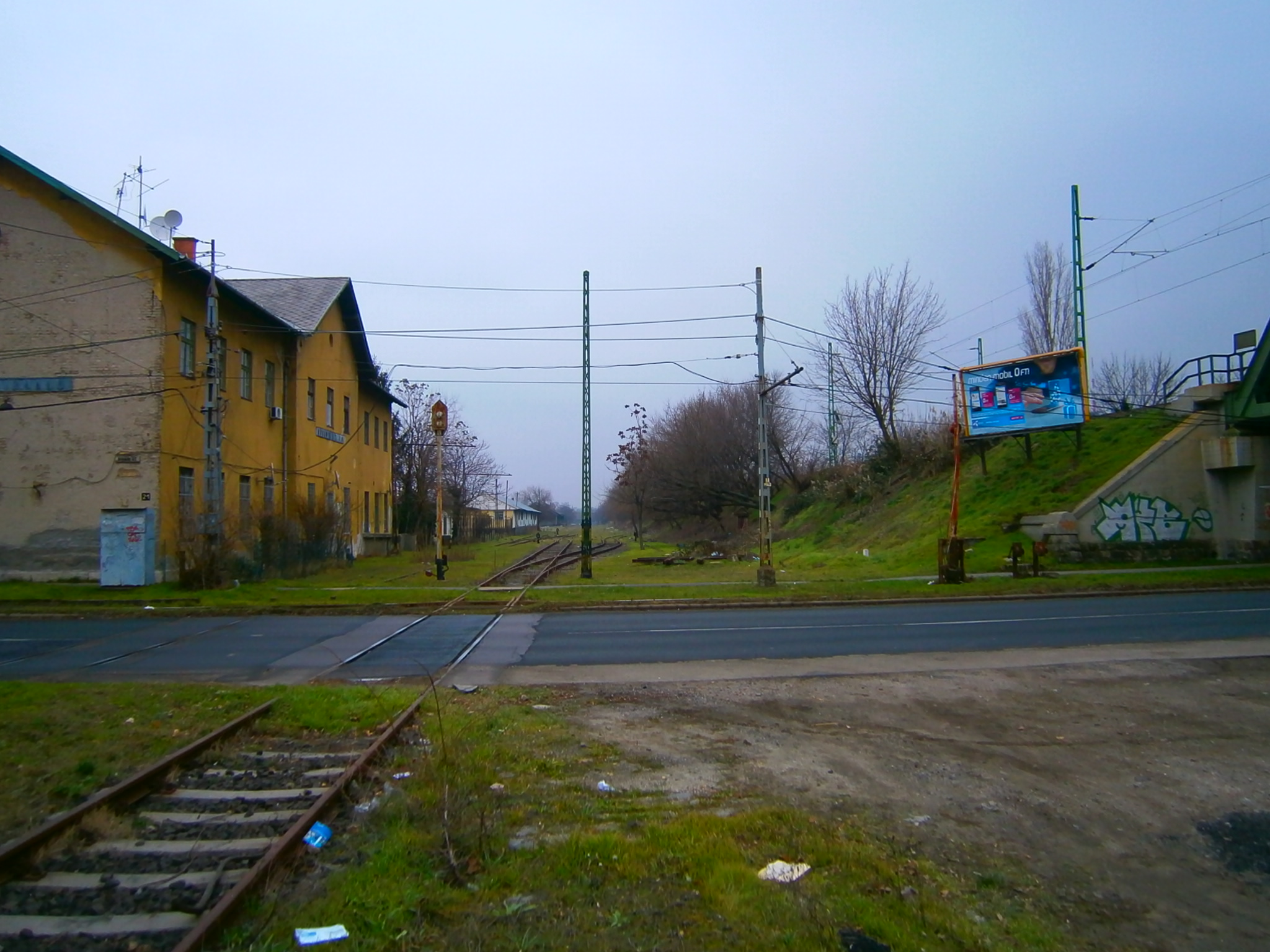
Az állomás vágányai a Kőbánya-Kispest felé nézve (2013)

## További irodalom
- https://hamster.blog.hu/2015/01/10/kobanya-hizlalo_egyrol_a_kettore
- https://iho.hu/hirek/a-csonkak-csonkaja-121020
- https://magyarnarancs.hu/tranzit/allomasrol_allomasra_xxi_-_nem_volt_malaca_-_kobanya-hizlalo-68124

## Videófelvételek
- https://www.youtube.com/watch?v=Gw1Rc4ilfrY
- https://www.youtube.com/watch?v=xCY6MzNfejo
- https://www.youtube.com/watch?v=0PVmzjS1nP8
- https://www.youtube.com/watch?v=qGVeqttchhk
- https://www.youtube.com/watch?v=fgm1WuCLuUE